# Lars Kramer
Lars Kramer (Zaandam, 11 luglio 1999) è un calciatore olandese, difensore del Rapid Bucarest.

## Carriera

### Club

#### Groningen e Viborg
Cresciuto nel settore giovanile del Groningen, ha esordito in prima squadra l'8 febbraio 2018, disputando l'incontro di Eredivisie perso per 3-0 contro il Feyenoord. Dopo aver collezionato solamente una presenza in campionato, il 1º luglio 2019 viene acquistato dal Viborg, formazione militante in 1. Division, la seconda divisione del campionato danese. Al termine della stagione 2020-2021, la squadra vince il campionato di seconda divisione e viene promossa in massima serie, grazie anche ai suoi 4 gol in 32 partite. Il 18 luglio 2021 debutta nella Superligaen, giocando l'incontro vinto per 1-2 sul campo del Nordsjælland, partita in cui realizza anche il secondo gol della squadra.

#### Aalborg
Il 1º luglio 2022 si trasferisce all'Aalborg, sempre nella massima serie danese, con cui ha debuttato il successivo 17 luglio nel sconfitta per 2-1 contro la sua ex squadra del Viborg. Al primo anno la squadra retrocede in 1. Division, salvo fare immediatamente ritorno in massima serie nella stagione seguente.

#### Rapid Bucarest
Nel 2025 lascia l'Aalborg a parametro zero e firma un biennale con il Rapid Bucarest.

### Nazionale
Tra il 2018 e il 2019 ha giocato 6 partite con la nazionale olandese Under-20, con cui ha debuttato il 20 novembre 2018 in occasione di una vittoria per 3-2 contro i pari età dell'Italia, subentrando a Shaquille Pinas a gara in corso.

## Statistiche

### Presenze e reti nei club
Statistiche aggiornate al 2 luglio 2025.
| Stagione         | Squadra          | Campionato       | Campionato | Campionato | Coppe nazionali | Coppe nazionali | Coppe nazionali | Coppe continentali | Coppe continentali | Coppe continentali | Altre coppe | Altre coppe | Altre coppe | Totale | Totale |
| Stagione         | Squadra          | Comp             | Pres       | Reti       | Comp            | Pres            | Reti            | Comp               | Pres               | Reti               | Comp        | Pres        | Reti        | Pres   | Reti   |
| ---------------- | ---------------- | ---------------- | ---------- | ---------- | --------------- | --------------- | --------------- | ------------------ | ------------------ | ------------------ | ----------- | ----------- | ----------- | ------ | ------ |
| 2017-2018        | Groningen        | ED               | 1          | 0          | CO              | -               | -               | -                  | -                  | -                  | -           | -           | -           | 1      | 0      |
| 2018-2019        | Groningen        | ED               | 0          | 0          | CO              | 0               | 0               | -                  | -                  | -                  | -           | -           | -           | 0      | 0      |
| Totale Groningen | Totale Groningen | Totale Groningen | 1          | 0          |                 | 0               | 0               |                    | -                  | -                  |             | -           | -           | 1      | 0      |
| 2019-2020        | Viborg           | 1D               | 31         | 3          | CD              | 0               | 0               | -                  | -                  | -                  | -           | -           | -           | 31     | 3      |
| 2020-2021        | Viborg           | 1D               | 22+10      | 0          | CD              | 1               | 0               | -                  | -                  | -                  | -           | -           | -           | 33     | 0      |
| 2021-2022        | Viborg           | SL               | 17+6       | 4+0        | CD              | 1               | 0               | -                  | -                  | -                  | -           | -           | -           | 24     | 4      |
| Totale Viborg    | Totale Viborg    | Totale Viborg    | 70+16      | 7+0        |                 | 2               | 0               |                    | -                  | -                  |             | -           | -           | 88     | 7      |
| 2022-2023        | Aalborg          | SL               | 21+10      | 1+1        | CD              | 6               | 0               | -                  | -                  | -                  | -           | -           | -           | 37     | 2      |
| 2023-2024        | Aalborg          | 1D               | 22+8       | 4+0        | CD              | 3               | 1               | -                  | -                  | -                  | -           | -           | -           | 33     | 5      |
| 2024-2025        | Aalborg          | SL               | 20+9       | 0          | CD              | 5               | 2               | -                  | -                  | -                  | -           | -           | -           | 34     | 2      |
| Totale Aalborg   | Totale Aalborg   | Totale Aalborg   | 63+27      | 5+1        |                 | 14              | 3               |                    | -                  | -                  |             | -           | -           | 104    | 9      |
| 2025-2026        | Rapid Bucarest   | L1               | -          | -          | CR              | -               | -               | -                  | -                  | -                  | -           | -           | -           | -      | -      |
| Totale carriera  | Totale carriera  | Totale carriera  | 177        | 13         |                 | 16              | 3               |                    | -                  | -                  |             | -           | -           | 193    | 16     |

## Palmarès

### Club

#### Competizioni nazionali
- 1. Division: 1

Viborg: 2020-2021